# Мармадюк (мультфильм)
«Мармадюк» (англ. Marmaduke) — американский мультипликационный фильм 2022 года. Мировая премьера состоялась 5 мая в США, 8 июня 2023 года он вышел в российский прокат.

## Сюжет
Известный кинолог пытается сделать из недисциплинированного пса Мармадюка первого немецкого дога, который выиграет чемпионат мира среди собак.

## В ролях
- Пит Дэвидсон — Мармадюк
- Дж. К. Симмонс — Зевс
- Дэвид Кокнер — Фил
- Шелби Кенг — Шантрель
- Сумали Монтано — Эми
- Эрин Фицджералд — Барбара Уинслоу

## Восприятие
На Rotten Tomatoes фильм имеет рейтинг одобрения 0 % на основе 11 обзоров со средней оценкой 2,4/10..
Аврора Амидон из журнала Paste раскритиковала шаблонный и предсказуемый сюжет, но похвалила озвучку Дэвидсона, Симмонса и Кокнера. Обозреватель «7 Дней» Ольга Маршева отметила небрежную, по её мнению, прорисовку и плохо написанный сценарий.
За роль в фильме Пит Дэвидсон был номинирован на премию «Золотая малина» в категории «Худший актёр».